# 디컴퍼니
디컴퍼니(영어: DEE Company)는 대한민국의 연예 기획사이자 음반사이다.
디컴퍼니의 전신은 다음 기획으로 1995년에 설립되었으며 2013년 4월, 상호명을 다음 기획에서 디컴퍼니로 변경하였다. 또한 다음 기획의 설립자이자 대표이사였던 김영준이 개인적 사정으로 회사를 떠나고 윤도현이 회사의 새로운 대표를 맡았는데 김영준 전 대표는 2017년 12월 한국콘텐츠진흥원 원장으로 임명됐다.
이후 2016년 4월 디컴퍼니이엔티로 별도회사를 설립하여 운영 중이다.
소속 아티스트로는 YB, 뜨거운 감자, 정태춘, 박은옥, 팝 바이올리니스트 손수경, 방송인 김제동, 프로듀서 데이비드 최(David Choi), 포토그래퍼 심형준, 인스트루먼트 크리에이터 (Instrument Creator)인 라이트 형제(Wright Bros) 등이 있었고, 2017년 기준으로는 YB, 김C가 소속되어 있다.
한편, 전 소속 아티스트였던 김제동은 2006년 11월 설립된 오라클엔터테인먼트에 몸담았으나 이 회사가  2008년 3월 오라클엔터테인먼트-웰메이드엔터테인먼트와 합병하여 웰메이드스타엠으로 상호명이 변경된 후 이 회사에 전속되었으며 2009년 6월 웰메이드스타엠과 전속계약이 종료된 뒤 해당 회사(디컴퍼니)(전신 다음기획 포함)로 소속사를 옮겼고 현재는 1인 기획사(아침별 -> 두손모음)로 활동 중이다.
아울러, 김제동의 전 소속사였던 웰메이드스타엠은  김제동과 지석진 등이 회사를 떠난 뒤 드라마 및 영화 제작,배우 전문 매니지먼트 등으로 바뀌었고 2014년 3월 웰메이드예당으로 상호명이 변경되었으며 2016년 3월 변종은 전 회장이 보유하고 있던 151만 5774주를 청호컴넷에 인수시켰으며 같은 해 6월에는 이매진아시아로 상호명이 변경됐고 변종은 회장은 지분을 넘긴 뒤 웰메이드예당을 새롭게 설립했다.

## 연혁
- 1995년, (주)다음 기획으로 설립
- 2013년 4월, 디컴퍼니로 상호명 변경
- 2016년 4월, 디컴퍼니이엔티 별도회사 설립 운영

## 소속 아티스트
- YB (윤도현, 김진원, 박태희, 허준, 스캇 할로웰)
- 김C